# Здравка Петрова
Здравка Станчева Петрова /по баща Панагонова/ е българска преводачка.

## Биография
Родена е на 21 март 1946 г. Завършва руска езикова гимназия в Пловдив и руска и английска филология в Софийския университет „Св. Климент Охридски“. От 40 години се занимава с художествен превод на руска проза. Дълги години е била редактор в издателство „Христо Г. Данов“. Преподавала е „Стилистика на превода“ в Пловдивския университет „Паисий Хилендарски“.
Превела е над 100 заглавия – самостоятелно издадени в различни издателства книги, разкази, новели и романи, публикувани в списание „Факел“. Сред най-популярните преведени от нея книги са тетралогията „Децата на Арбат“ от Анатолий Рибаков (за чиито 3-та и 4-та част получава Награда „Пловдив“ и Наградата на Съюза на преводачите в България за 1995 г.), както и новите преводи на „Ана Каренина“ от Лев Толстой, „Герой на нашето време“ от Михаил Лермонтов и „Миргород“ от Николай Гогол. Други значими произведения, преведени от Здравка Петрова, са „Живот и съдба“ от Василий Гросман, пиесата „Платонов“ от Антон Чехов, „Малкият демон“ от Фьодор Сологуб, творби на Корней Чуковски, Владимир Набоков, Виктор Конецки, Анатолий Приставкин, Василий Аксьонов, Едуард Лимонов, Анатолий Корольов, Людмила Улицкая, Саша Соколов, А. Литвиненко, Виктор Суворов, Руски вълшебни приказки от събранието на А. Н. Афанасиев, „Репетиции“ и „Бъдете като децата“ от Владимир Шаров, „В памет на Паметта“ от Мария Степанова.
За преводите си през 2006, 2007 и 2018 г. Здравка Петрова получава наградата на Съюза на преводачите в България за изключителни постижения в областта на превода.
Награда „Пловдив“ за високи постижения в културата – 1995, 2014, 2021, 2024
На три пъти, през 2015, 2016 и 2024 г., е номинирана на Националната награда „Христо Г. Данов“.
Носител е на Националната награда за художествен превод "Стоян Бакърджиев" за 2025 година.

## Кратка библиография
- Разкази в сборника „Съветска фантастика“, изд. „Хр. Г. Данов“, 1977
- Вл. Савченко, Да откриеш себе си, изд. „Хр. Г. Данов“, 1978
- И. Грекова, Катедра, изд. „Хр. Г. Данов“, 1979
- Д. Гранин, Картината, изд. „Хр. Г. Данов“, 1980
- Т. Пулатов, Хорът на момчетата, изд. „Хр. Г. Данов“, 1981
- Вл. Конецки, Началото на края на комедията, изд. „Г. Бакалов“, 1982
- Вл. Тендряков, Шейсет свещи, изд. „Хр. Г. Данов“, 1982
- Ю. Гончаров, Последна жътва, изд. „Г. Бакалов“, 1982
- Н. Шундик, Белият шаман, изд. „Г. Бакалов“, 1982
- А. Чехов, Платонов, Пловдивски драматичен театър, 1985
- К. Чуковски, Сребърният кръст, изд. „Отечество“, 1984
- Вл. Конецки, Вчерашни грижи, изд. „Г. Бакалов“, 1985
- Р. Киреев, Подготвителна тетрадка, изд. „Хр. Г. Данов“, 1985
- Д. Рубина, Утре, както обикновено, изд. „Хр. Г. Данов“, 1985
- Н. Зарудин, Трийсет нощи в лозето, изд. „Хр. Г. Данов“, 1987
- А. Рибаков, Децата на Арбат, изд. „Хр. Г. Данов“, 1988
- А. Рибаков, Трийсет и пета и други години, изд. „Хр. Г. Данов“, 1989
- Д. Рубина, Всяка събота, изд. „Отечество“, 1988
- А. Приставкин, Пренощува облачето златно, изд. Профиздат, 1989
- А. Рибаков, Страх, изд. „Мекум“, 1994
- А. Рибаков, Прах и пепел, изд. „Мекум“, 1995
- Л. Толстой, Ана Каренина, изд. „Мекум“, 1995
- 33 книги от Ал. Маринина, изд. „Хермес“, 2001-2016
- Е. Лимонов, Това съм аз, Едичка, изд. „Факел експрес“ и „Жанет45“, 2005
- В. Аксьонов, Остров Крим, изд. „Факел експрес“ и „Жанет45“, 2005
- Л. Улицкая, Искрено ваш, Шурик, изд. „Факел експрес“ и „Жанет45“, 2006
- А. Корольов, Главата на Гогол, изд. „Факел експрес“ и „Жанет45“, 2006
- С. Соколов, Училище за глупци, изд. „Факел експрес“ и „Жанет45“, 2007
- В. Суворов, Последната република, изд. „Факел експрес“, 2007
- А. Тургенев, Да спиш и да вярваш, изд. „Рива“, 2008
- Г. Уланова, Аз не исках да танцувам, изд. „Рива“, 2009
- В. Суворов, Разгром, изд. „Факел експрес“, 2009
- В. Гросман, Живот и съдба, изд. „Факел експрес“ и „Жанет45“, 2009
- В. Аксьонов, Москва-ква-ква, изд. „Факел експрес“, 2010
- Ф. Сологуб, Малкият демон, изд. СОНМ, 2013
- М. Лермонтов, Герой на нашето време, изд. СОНМ, 2014
- Катерушки, Уля Нова, изд. СОНМ, 2014
- А. Афанасиев, Руски вълшебни приказки, изд. СОНМ, 2016
- Н. Гогол, Миргород, изд. СОНМ, 2016
- А. Корольов, Змия в огледалото, изд. „Факел експрес“, 2016
- Ф. Сологуб, Тежки сънища, Изд. СОНМ, 2017
- И. Вирипаев, Пияните /драма/, Малък градски театър зад канала, 2017
- Вл. Шаров, Репетиции, изд. Факел експрес, 2018
- Вл. Шаров, Бъдете като децата, изд. Факел експрес, 2018
- О. Громова, Захарното дете, изд. Точица, 2019
- М. Степанова, В памет на Паметта, изд. Жанет 45, 2019
- М. Зигар, Империята трябва да умре, изд. Жанет 45, 2019
- Е. Водолазкин, Авиатор, изд. Лист, 2020
- А. и Б. Стругацки, Милиард години до свършека на света, изд. Лист, 2021[5]
- Лидия Гинзбург, Запискки на блокадния човек, изд. Жанет45, 2021
- Е. Водолазкин, Оправданието на Острова, изд. Лист, 2022
- М. Зигар, Всички са свободни, изд. Жанет 45, 2022
- Д. Хармс, Нова анатомия, изд. Жанет 45, 2023
- М. Зигар, Война и наказание, изд. Жанет 45, 2024
- Дм. Глуховски "Ние. Дневник на падението", изд. Сиела, 2025
- многобройни художествени текстове, публикувани в списание „Факел“ през 1982-2011